# Casalbuttano ed Uniti

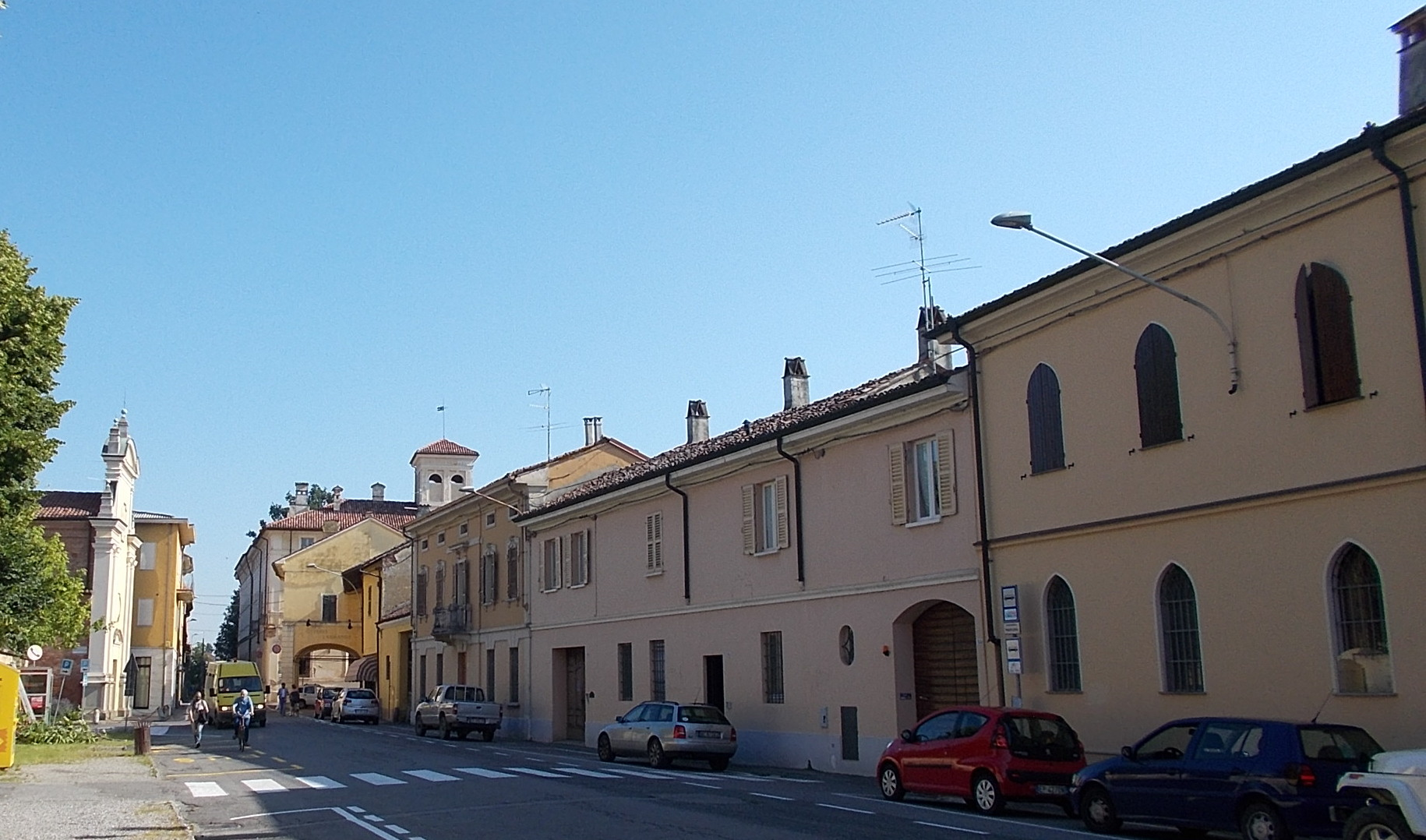

Casalbuttano ed Uniti is een gemeente in de Italiaanse provincie Cremona (regio Lombardije) en telt 4033 inwoners (31-12-2004). De oppervlakte bedraagt 23,2 km², de bevolkingsdichtheid is 178 inwoners per km².

## Demografie
Casalbuttano ed Uniti telt ongeveer 1652 huishoudens. Het aantal inwoners daalde in de periode 1991-2001 met 2,8% volgens cijfers uit de tienjaarlijkse volkstellingen van ISTAT.
| Jaar | Inwoneraantal |
| ---- | ------------- |
| 1991 | 4213          |
| 2001 | 4093          |

## Geografie
Casalbuttano ed Uniti grenst aan de volgende gemeenten: Bordolano, Casalmorano, Castelverde, Castelvisconti, Corte de' Cortesi con Cignone, Olmeneta, Paderno Ponchielli, Pozzaglio ed Uniti.